# Joué-du-Bois
Joué-du-Bois è un comune francese di 439 abitanti situato nel dipartimento dell'Orne nella regione della Normandia.

## Società

### Evoluzione demografica
Abitanti censiti